# バウンス (テレンス・ブランチャードのアルバム)
『バウンス』（Bounce）は、アメリカ合衆国のジャズ・トランペット奏者、テレンス・ブランチャードが2003年に発表したスタジオ・アルバム。

## 背景
ブルーノート・レコード移籍第1弾に当たるアルバムだが、当時ブルーノートの社長を務めていたブルース・ランドヴァルは、1991年の時点でブランチャードのレコードを作ってみたいと考えていたという。ブランチャードは後年、本作当時の状況について「私はそれ以前、『レッツ・ゲット・ロスト〜ジミー・マクヒュー作品集』や『ジャズ・イン・フィルム』といったコンセプト・レコードを幾つか作っていたけど、そこから脱却して、私のアーティストとしての声明を出したかったから、このレコードを作るのは本当にワクワクしたよ」と語っている。本作でギターを担当したリオーネル・ルエケは、ブランチャードが「セロニアス・モンク・インスティテュート・オブ・ジャズ」において教えていた生徒の1人だった。

## 反響・評価
アメリカの『ビルボード』では、ジャズ・アルバム・チャートで最高13位を記録した。Thom Jurekはオールミュージックにおいて5点満点中4.5点を付け「これ自体は決してラテン・レコードではないが、ブランチャードと彼のセプテットは、ラテン音楽を様々な面から探求してきた経験がある」「『バウンス』は、ブランチャードがトランペット奏者、作曲家、バンドリーダーとして、ジャズを最新型の西洋音楽のシステムと、決して人の心を失わない姿勢の両方を包含した新しい方向性へ、あくまで自分自身のペースで動かしていく存在であることを証明してみせた」と評している。

## 収録曲
特記なき楽曲はテレンス・ブランチャード作。
1. オン・ザ・ヴァージ - "On the Verge" (Aaron Parks) - 8:43
2. パッショネイト・カリッジ - "Passionate Courage" - 6:32
3. フレッド・ブラウン - "Fred Brown" - 7:42
4. ノクターナ - "Noturna" (Ivan Lins, Vítor Martins) - 7:33
5. アザニア - "Azania" - 6:04
6. フットプリンツ - "Footprints" (Wayne Shorter) - 7:31
7. トランスフォーム - "Transform" (Eric Harland) - 9:00
8. イノセンス - "Innocence" (Brandon Owens) - 7:23
9. バウンス/レッツ・ゴー・オフ - "Bounce/Let's Go Off" (Terence Blanchard, Donald Harrison) - 7:07

### 日本盤ボーナス・トラック
1. ワンダリング・ワンダー - "Wandering Wonder" - 6:12

## 参加ミュージシャン
- テレンス・ブランチャード - トランペット
- ブライス・ウィンストン - テナー・サクソフォーン(on #1, #3, #5, #6, #7, #8, #10)、ソプラノ・サクソフォーン(on #2, #8)
- アーロン・パークス - ピアノ(on #1, #2, #4, #5, #6, #7, #8, #10)
- ロバート・グラスパー - ローズ・ピアノ(on #2, #3, #6, #8)、ハモンドオルガン(on #5)
- リオーネル・ルエケ - ギター(on #1, #2, #4, #5, #6, #7, #8)、ボーカル(on #5)
- ブランドン・オーウェンズ - ベース
- エリック・ハーランド（英語版） - ドラムス